# Kostel svatého Vavřince (Jezvé)
Kostel svatého Vavřince v Jezvém je římskokatolický farní kostel v obci Jezvé na Českolipsku v Libereckému kraji, asi 6 km západně od České Lípy. Barokní stavba postavená v 18. století je dominantou obce. Je chráněn jako kulturní památka.

## Historie kostela

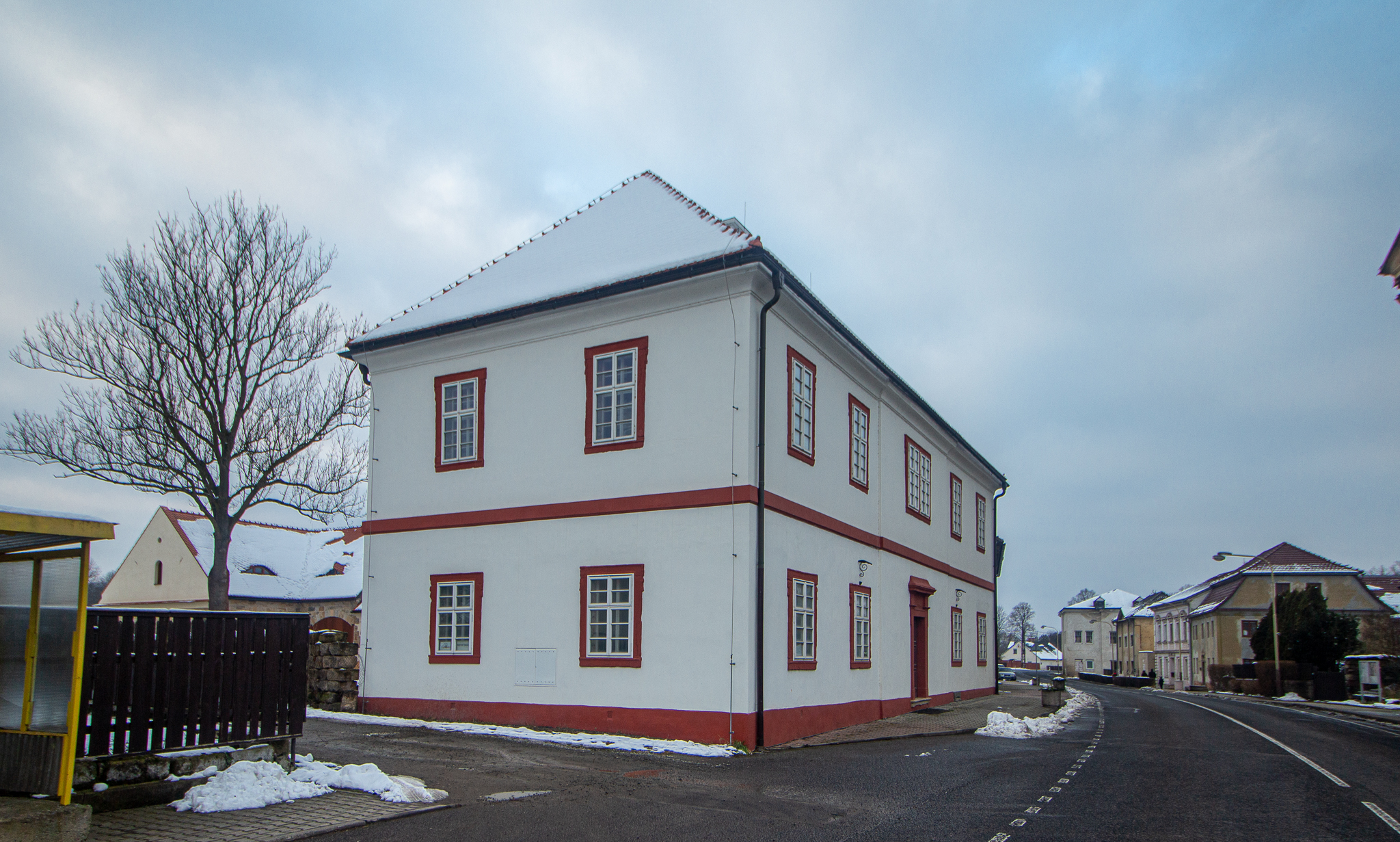
Bývalá fara

Existence obce Jezvé je známa z roku 1197, kdy patřila blahoslavenému Hroznatovi, opatovi tepelského kláštera. Existence středověkého kostela je prokázána dokladem z roku 1352, jsou však nepřímé doklady jeho existence dávno předtím.
V červenci 1746 byl starý kostel zbourán a vzápětí byla zahájena stavba nového. Stavebníkem a patronem byl Jan Adolf hrabě z Kounic, majitel novozámeckého fideikomisního panství, o čemž svědčí rodový erb Kouniců. Na stavbu přispěli i panští úředníci a měšťané. Náklady přesáhly částku 11 600 zlatých.
Dnešní kostel zasvěcený sv. Vavřinci je z let 1746–1756 a je dílem italského architekta Anselma Luraga. V roce 1798 velká část celé obce shořela a oheň poničil i kostel. Rok poté byl opraven strop i věž s makovicí a křížem. Fasáda byla ještě upravena v roce 1800 a zároveň upraveno i požárem poničené schodiště. V roce 1937 byla vězni provedena velká oprava věže kostela a menší u střechy a na zdech.
Po roce 1946 došlo k odsunu zdejšího německého obyvatelstva včetně místního faráře a poté začal kostel pustnout. Zachránil jej až administrátor farnosti Horní Police, Mons. Josef Stejskal, který dostal jezveckou farnost na starosti ve 2. polovině 50. let 20. století.
Kostel byl opraven a začal opět sloužit bohoslužebným účelům. Pak se zde na čas přestaly bohoslužby konat, kostel byl sice opraven, ale nepoužíval se. Toho zneužili zloději a kostel byl dvakrát vykraden. Zhruba od roku 1999 se v kostele opět začaly sloužit bohoslužby a tak je tomu dodnes.

## Poloha a popis
Kostel stojí na náměstí v Jezvém, naproti obnovené budově bývalé fary. Je to jednolodní stavba orientovaná přibližně k severu, má elipsovitě uzavřený presbytář a po jeho stranách dvojici sakristií, na západě a na východě. Na průčelí má znak stavitelů, hrabat Kouniců, pánů na Zahrádkách a Jezvém. Znak je z načervenalého mramoru.

### Interiér kostela
Zařízení je jednotné ze 3. čtvrtiny 18. století, zajímavostí je dvoupatrová kruchta s varhanami. Na kazatelnu se vystupuje po schodišti ve zdi ze západní sakristie. Barokní hlavní oltář je portálový s brankami, nad nimiž jsou umístěny sochy sv. Petra a Pavla v životní velikosti. U vchodu je vstup na kruchty, jejichž protějškem je malá adorační kaple (zřejmě s tzv. Božím hrobem). V kostele je náhrobek jednoho ze Salhausenů z roku 1596.

## Kostel dnes
Farnost (a s ní kostel) spravuje duchovní správce z Horní Police, pouť se slaví v sobotu nejblíže 10. srpnu, na který připadá svátek sv. Vavřince.